# Friday Night Lights (serie televisiva)
Friday Night Lights (conosciuta in Italia anche come High School Team) è una pluripremiata serie televisiva statunitense, adattata da Peter Berg, Brian Grazer e David Nevins dal romanzo omonimo di H. G. Bissinger. La serie segue le vicende dei Dillon Panthers (lett. "Pantere di Dillon"), una squadra liceale di football scolastico negli Stati Uniti, nell'immaginaria città di Dillon, in Texas. La serie utilizza la fittizia piccola comunità per descrivere la vita della classe media americana.
La serie è stata prodotta dalla NBCUniversal e, pur non avendo mai ottenuto un vasto successo di pubblico (principalmente a causa dei molteplici spostamenti di palinsesto negli USA), ha ottenuto un enorme successo di critica, lodata per il suo ritratto realistico della classe media americana e per la profonda esplorazione caratteriale dei personaggi, tanto da vincere un Peabody Award, due Humanitas Prize, due Emmy Award (uno come miglior attore protagonista a Kyle Chandler e uno come miglior sceneggiatura a Jason Katims, per l'episodio finale della serie), un Television Critics Association Award, tre American Film Institute Award, un Eddie Award, due NAACP Image Award e altri.

## Trama
Friday Night Lights presenta un cast corale e racconta della comunità di Dillon, in Texas e di come la squadra di football influenzi l'intera città. Mentre lo screentime dei personaggi varia da episodio ad episodio, la serie è incentrata maggiormente su Eric Taylor, l'allenatore dei "Panthers", che si sforza di bilanciare il suo ruolo in famiglia, il suo status di confronto per la comunità e le sue ambizioni personali. La sua famiglia è composta da Tami Taylor, la moglie e consulente scolastico diventata poi preside della "Dillon High" e dalla figlia adolescente Julie Taylor. Quando Tami resta incinta della seconda figlia Gracie Taylor, le tensioni in famiglia aumentano e Julie diventa più ribelle. Oltre alla famiglia Taylor, lo show si concentra sulle rispettive vite dei giocatori di football; nel primo episodio, Jason Street, il quarterback star della squadra, subisce un infortunio, il che pone fine alla sua carriera sportiva in quanto rimane affetto da paraplegia, portando il ragazzo ad imparare ad affrontare la sua nuova condizione. Lyla Garrity, la ragazza storica di Jason da prima dell'incidente di quest'ultimo, passa da cheerleader dei "Panthers" a giovane leader Cristiana per poi concentrarsi sul suo ingresso al college. A causa dell'incidente di Jason, il timido e impacciato Matt Saracen diventa il quarterback della squadra ed inizia ad uscire con Julie. Viene anche rivelato che il padre di Matt presta servizio militare in Iraq e che deve prendersi cura da solo della nonna Lorraine Saracen, con il solo aiuto sporadico del migliore amico Landry Clarke. Lo sfrontato running-back Brian "Smash" Williams cerca di ottenere una borsa di studio del college per il football mentre Tim Riggins, il full-back della squadra, si divide tra il suo alcolismo e tanti party. Tyra Collette è invece la "ragazza facile" della città che ha una storia di solo sesso con Tim per poi diventare l'interesse amoroso di Landry quando quest'ultimo la difende da un tentativo di stupro.

## Episodi
| Stagione         | Episodi | Prima TV originale | Prima TV Italia |
| ---------------- | ------- | ------------------ | --------------- |
| Prima stagione   | 22      | 2006-2007          | 2007            |
| Seconda stagione | 15      | 2007-2008          | 2009            |
| Terza stagione   | 13      | 2008-2009          | 2009            |
| Quarta stagione  | 13      | 2009-2010          | 2010            |
| Quinta stagione  | 13      | 2010-2011          | 2011            |

## Personaggi e interpreti
- Eric Taylor, interpretato da Kyle Chandler e doppiato da Francesco Prando
Il coach dei Dillon Panthers. Costantemente sotto pressione per avere successo, mette comunque sempre in primo piano il giocare per il piacere. Alla fine della prima stagione riceva un'offerta come allenatore dei quater back di prima divisione dall'università della T.M.U., ma ritornerà nella squadra liceale dei Phanters per stare più vicino alla sua famiglia. Resterà nei Phanters fino alla fine della terza stagione, finché non verrà rimpiazzato da Wade Ackman: allenatore privato di J.D McCoy figlio di un ricco imprenditore che prenderà il potere sulla scuola. All'inizio della quarta stagione dunque allenerà la squadra dei Lions di un'altra scuola di Dillon, e anche se gli elementi non sono dei migliori riuscirà comunque a battere la squadra rivale dei Phanters. Nella quinta stagione i Lions riusciranno a vincere il campionato, e così Taylor avrà l'offerta da parte dell'università di Shane State in Florida di diventare capo-allenatore dell'intera squadra universitaria, ma dopo una lunga riflessione rifiuta l'incarico. A causa di impedimenti burocratici le due squadre dei Lions e dei Phanters si uniranno creando una superquadra con i migliori elementi di entrambe le scuole, anche se la squadra riprenderà il vecchio nome dei Phanters. Al termine della serie, decide di seguire la moglie, a cui è stata fatta un’importante proposta di lavoro, a Philadelphia e trasferirsi lì, nonostante l'offerta dei Phanters di ritornare come allenatore.
- Tami Taylor, interpretata da Connie Britton e doppiata da Claudia Catani.
La moglie di Eric Taylor, la madre di Julie e Gracie-Belle Taylor e consulente al liceo Dillon. Spesso agisce proprio come la voce della ragione di Eric; nelle prime due stagioni è la consulente della West Dillon, nella terza diventerà preside ma a causa di uno scandalo accetterà l'incarico di consulente alla East Dillon nella quarta stagione, mentre alla fine della quinta diventerà la responsabile delle accettazioni dell'università di Braemore in Philadelphia, dove si trasferirà assieme alla sua famiglia.
- Julie Taylor, interpretata da Aimee Teegarden e doppiata da Veronica Puccio.
Figlia di Eric e Tami Taylor. Frequenta la Dillon High School, ma in passato non era molto in sintonia con la squadra. Diventa la migliore amica di Tyra ed è la ragazza di Matt Saracen dalla prima stagione, e alla fine della quinta i due decideranno si sposarsi.
- Matt Saracen, interpretato da Zach Gilford e doppiato da Alessandro Quarta.
Il nuovo quarterback dei Dillon Panthers. Eredita il ruolo di Jason Street e deve portare la squadra alla vittoria. Vive da solo con la nonna che soffre di demenza senile. Ha un rapporto freddo e conflittuale con il padre che milita in Iraq ed ha una personalità autoritaria. Esce con Julie Taylor, la figlia del coach: i due prima tengono nascosta la loro relazione per il timore di Matt che l'allenatore potesse prenderla male, poi escono allo scoperto nonostante Eric Taylor non ne sia propriamente contento. Matt è un ragazzo molto dolce, timido e un po’ impacciato. Grazie a lui i Panthers vinceranno il campionato di stato nella prima stagione, ed arriveranno ai playoff nella seconda. Nella terza verrà però rimpiazzato da J.D. McCoy ritenuto un eccellente quarter back, con un braccio forse migliore persino di quello di Jason Street. Dopo questa batosta Matt capirà che è solo un discreto giocatore e che la sua vera passione è l'arte. Verrà accettato nell'"università delle belle arti" di Chicago, ma non ci andrà per stare vicino a sua nonna. Si iscrive allora all'istituto tecnico universitario "Dillon Tech", ma dopo la morte del padre, che lo mette a dura a prova emotivamente, si trasferirà lo stesso a Chicago per ricominciare da capo. Farà nuovamente visita a Dillon alla fine della quinta stagione e lui e Julie decideranno di sposarsi.
- Jason Street, interpretato da Scott Porter e doppiato da Stefano Crescentini.
Era il quarterback dei Dillon Panthers. Era il miglior quarterback della nazione, ma è rimasto paralizzato in seguito ad un placcaggio effettuato ai danni di un difensore che aveva appena intercettato il suo lancio durante la prima partita della stagione. La lesione lo ha lasciato paraplegico e con un limitato uso delle mani. Ora deve affrontare la riabilitazione e la vita dopo il football con l'appoggio del suo migliore amico Tim Riggins e la costante irritazione di Buddy Garrity per via della sua relazione con la figlia Lyla. In seguito all'incidente e dopo diversi mesi di riabilitazione ha fatto le selezioni per entrare nella squadra di rugby dei diversamente abili, senza esiti positivi. La relazione tra lui e Lyla finisce, ma si innamora di un'altra ragazza dalla quale avrà un figlio, Noah. Grazie al suo carisma è riuscito però ad ottenere nella terza stagione il posto di reclutatore in una grande agenzia di New York.
- Lyla Garrity, interpretata da Minka Kelly e doppiata da Federica De Bortoli.
Ragazza di Jason Street e cheerleader dei Dillon Panthers. Quando Jason ebbe l'incidente, Lyla si trovò nella pesante decisione di scegliere se restare con Jason oppure andare oltre; ha avuto un flirt con il migliore amico di Jason, Tim Riggins. Lei e Jason alla fine si lasciano; nella terza stagione lei e Tim intraprenderanno una relazione, ma nella quarta stagione si lasciano a causa del loro rapporto a distanza. È molto intelligente ed ora studia al college.
- Tyra Collette, interpretata da Adrianne Palicki e doppiata da Letizia Scifoni.
La ragazza "tira e molla" di Tim Riggins. Sembra essere l'unica persona della città che non segue religiosamente il football. Ha il desiderio di lasciare Dillon, ma vive ancora con la sua madre single, Angela. Lei e Julie diventano molto amiche, inoltre ha instaurato un'amicizia profonda e poi una relazione con Landry Clark, grazie al quale riesce ad accedere all'università del Texas. Farà una breve visita a Dillon alla fine della quinta stagione.
- Brian "Smash" Williams, interpretato da Gaius Charles e doppiato da Nanni Baldini.
Un altro talentuoso membro dei Panthers. La sua smania di vincere è dovuta al fatto che il football è l'unica speranza per lui di aiutare la sua famiglia, infatti il padre è morto e lui vive con la madre e le due sorelle. È un giocatore eccellente e sin dalla seconda stagione sarà indeciso fra due grandi college: quello di Alabama, con la squadra migliore di tutto il sud, in cui vige solo divertimento e feste e quello della T.M.U., anch'esso con un'ottima squadra anche se non al pari di Alabama e che implica più studio. Su consiglio di sua madre e di Taylor entra nella T.M.U., ma a causa di una rissa in un cinema verrà bandito dall'università e l'unica università ad offrirgli una borsa di studio sarà un college con una squadra mediocre il cui allenatore è stato anche l'allenatore liceale del coach Taylor. A causa di un infortunio non sarà accettato neanche da quell'università ma grazie a Taylor riuscirà a ristabilirsi e ad entrare alla Texas A&M University, per la quale gioca. Il suo ruolo è il running back.
- Tim Riggins, interpretato da Taylor Kitsch e doppiato da Francesco Pezzulli.
Altro membro dei Panthers, miglior amico di Jason Street, ma era innamorato della ragazza di Jason quando i due stavano ancora insieme; ha sofferto di alcolismo. Vive con suo fratello maggiore Billy. Nella terza stagione avrà una borsa di studio per l'università di "San Antonio State" che poi manderà all'aria. Per coprire suo fratello nella quarta stagione andrà in prigione al posto suo e, una volta scarcerato, comprerà un pezzo di terra. È un atleta al pari di Smash e Jason Street anche se gioca a football solo per la goduria di massacrare l'avversario. Il suo ruolo è il full back.
- Landry Clark, interpretato da Jesse Plemons e doppiato da Paolo Vivio.
Il miglior amico del quarterback della squadra Matt Saracen; Cantante di una band "Crucifictorious". Nella seconda e terza stagione giocerà con i Panthers, ma nella quarta a causa del ridisegnamento dei distretti nella città Landry passerà il suo ultimo anno da liceale nella East Dillon, visto che la sua casa si troverà in quel distretto. Diventerà un Lions e la sua squadra perderà quasi tutte le partite, ma vincerà contro i Panthers proprio grazie alla palla calciata da lui impedendo ai suoi avversari di accedere ai playoff. Partirà per il college all'inizio della quinta stagione.
- Vince Howard, interpretato da Michael B. Jordan e doppiato da Fabrizio Vidale.
Fa la sua prima comparsa all'inizio della quarta stagione, quando è ancora un teppistello. Ci pensa Taylor ad evitargli il riformatorio e a farlo entrare nei Lions. Dimostra subito di avere talento e dopo una piccola lite con il running back Luke Cafferty instaura una buona amicizia con lui. Anche se perdono quasi tutte le partite nella quarta stagione, i Lions riescono a battere i Phanters capeggiati da J.D McCoy ed allenati da Wade Ackman impedendogli di entrare ai playoff. Durante l'Estate si allena molto raggiungendo un ottimo livello di preparazione, anche grazie alla sua ragazza Jess, e comincia a ottenere molte offerte da diverse università, inoltre acquista la stima dei suoi concittadini. Eric si offre di fare da mediatore tra Vince e i reclutatori delle università, ma il padre del ragazzo, un ex galeotto, che vuole il meglio per il figlio comincia a prendere accordi con i reclutatori alla spalle di Eric. Vince comincia così a manifestare un comportamento arrogante e superficiale, arrivando anche a maltrattare i suoi compagni e a mancare di rispetto a Eric, ma quando alcuni dei reclutatori che inizialmente sembravano interessati a lui ritirano le loro offerte Vince capisce di aver sbagliato e si riappacifica con i suoi compagni e riaffida a Eric il compito di intermediare con i reclutatori. Lui e i Lions riescono a vincere il Campionato di Stato. A causa di un cavillo burocratico le due squadre di Dillon dei Lions e dei Panthers verranno unite per creare una super-squadra, e Vince diventerà un Panthers dopo aver vinto la stagione.
- Luke Cafferty, interpretato da Matt Lauria e doppiato da David Chevalier.
È, all'inizio della quarta stagione, il running back dei Panthers. Passa ai Lions perché la casa in cui abita si trova nel distretto della East Dillon. Anche se all'inizio non è ben accetto nella squadra successivamente riesce ad instaurare una buona amicizia con i membri della squadra, specie con Vince e Tinker: un nero obeso. Nella quarta stagione avrà una notte d’amore con Becky, che rimarrà incinta ma abortirà. Nella quinta stagione la T.M.U. sembrerà apparentemente interessata a lui, quando in realtà è solo un inganno per avere un colloquio con Vince. Intanto, lui e Becky si innamoreranno davvero e inizieranno una storia. Alla dissoluzione dei Lions si arruolerà come soldato, in quanto l'unica università interessata a lui è la Warrenphil States, una mediocre università. È sia running back che full back.
- Jess Marryweather, interpretata da Jurnee Smollett e doppiata da Alessia Rubini.
Entra in scena nella quarta stagione e diventa la ragazza di Landry, ma lo lascia alla fine della stagione perché in realtà è innamorata di Vince. Diventa, nella quinta stagione, parte dello staff di Taylor, per poi trasferirsi a Dallas alla fine della stagione. Lì, la vediamo essere diventata parte del team di allenatori di una nuova squadra di football.
- Becky Sproles, interpretata da Madison Burge e doppiata da Alessia Amendola.
Entra in scena nella quarta stagione e si prende una seria cotta per Tim Riggins. Rimarrà incinta di Luke Cafferty dopo una notte d’amore, ma abortirà. In seguito, dopo aver lasciato andare la sua infatuazione per Tim e capito di essersi davvero innamorata di Luke, i due si metteranno insieme nella quinta stagione.
- Hastings Ruckle, interpretato da Grey Damon e doppiato da Giorgio Borghetti.
Entra in scena nella quinta stagione come giocatore di basket, lascia la squadra di pallacanestro per entrare in quella di football. È molto freddo ed introverso. È l'ideatore del marchio di fuoco a forma di "L" (Lions). È il miglior amico di Buddy j.r e lo difende in alcuni casi. È il ricevitore numero uno dei Lions.
- J.D McCoy, interpretato da Jeremy Sumpter e doppiato da Fabrizio De Flaviis.
Figlio di Jo McCoy, un ricco industriale, entra in scena nella terza stagione, in cui è ancora una matricola. Si dimostra subito un ottimo quater back e soffia il posto a Matt, che diviene un semplice ricevitore. È molto talentuoso ed anche se ha solo 15 anni ed il suo fisico non è dei migliori, ha un eccellente braccio che, se allenato, potrebbe persino superare quello di Jason Street e che gli permette di portare i Panthers al secondo posto nella nazionale. Nella terza stagione è molto introverso e succube del padre che lo muove come una marionetta, ma nella quarta stagione diventa più autoritario e prepotente, assumendo un atteggiamento sgradevole che lo porta a scontrarsi con i suoi vecchi amici e ad essere picchiato da Matt. Questo suo nuovo atteggiamento è dovuto al fatto che suo padre e sua madre hanno divorziato. La sua squadra verrà battuta dai Lions che non gli permetteranno di entrare ai playoff. Nella quinta stagione è assente e non viene proprio menzionato, ed il ruolo di allenatore dei Panthers di Wade Ackman è passato a coach McGiles, l'ex allenatore in seconda di Taylor nelle prime tre stagioni.
- Buddy Garrity, interpretato da Brad Leland e doppiato da Sergio Di Giulio.
È nelle prime due stagioni preside della scuola e membro del circolo dei Dillon Phanters; lui e sua moglie divorziano a causa delle sue ripetute infedeltà, l'ultima delle quali con Angela Collette (la madre di Tyra). Nella terza stagione lascerà il posto di direttore e si preoccuperà di mandare avanti la sua ditta: la Garrity Motors; nella quarta stagione a causa di Jo McCoy e per l'amicizia con Eric Taylor lascerà il suo posto nel circolo dei Phanters, posto che riprenderà alla fine della quinta stagione.
- Dallas Tinker, interpretato da LaMarcus Tinker.
È un nero obeso che gioca per i Lions, è amico di Luke e Vince. Anche lui come Hastings, Vince, Baddy j.r e Luke ha marchiata la L dei Lions. A fine serie a causa di un cavillo burocratico diventa un membro dei Panthers.
- Buddy j.r, interpretato da Jeff Rosick e da Joey Truty, e doppiato da Alessio Puccio.
È figlio di Buddy e fratello di Layla. Entra nei Lions all'inizio della quinta stagione, quando si trasferisce a Dillon a causa dei suoi problemi con l'alcool e la droga. Diventa un giocatore dei Lions e instaura una buona amicizia con Hastings. Nell'ultimo episodio diventa un Panthers.

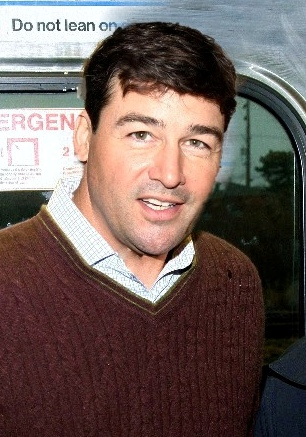
Kyle Chandler interpreta Eric Taylor
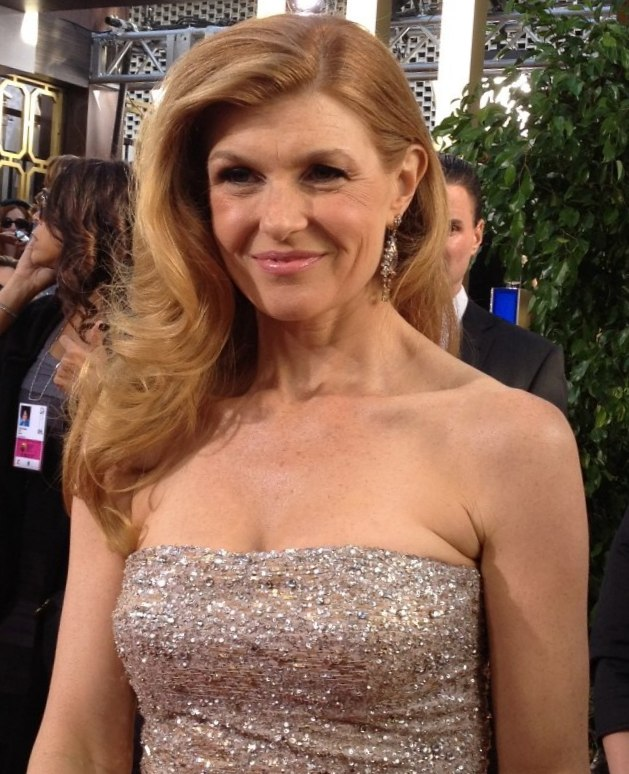
Connie Britton interpreta Tami Taylor
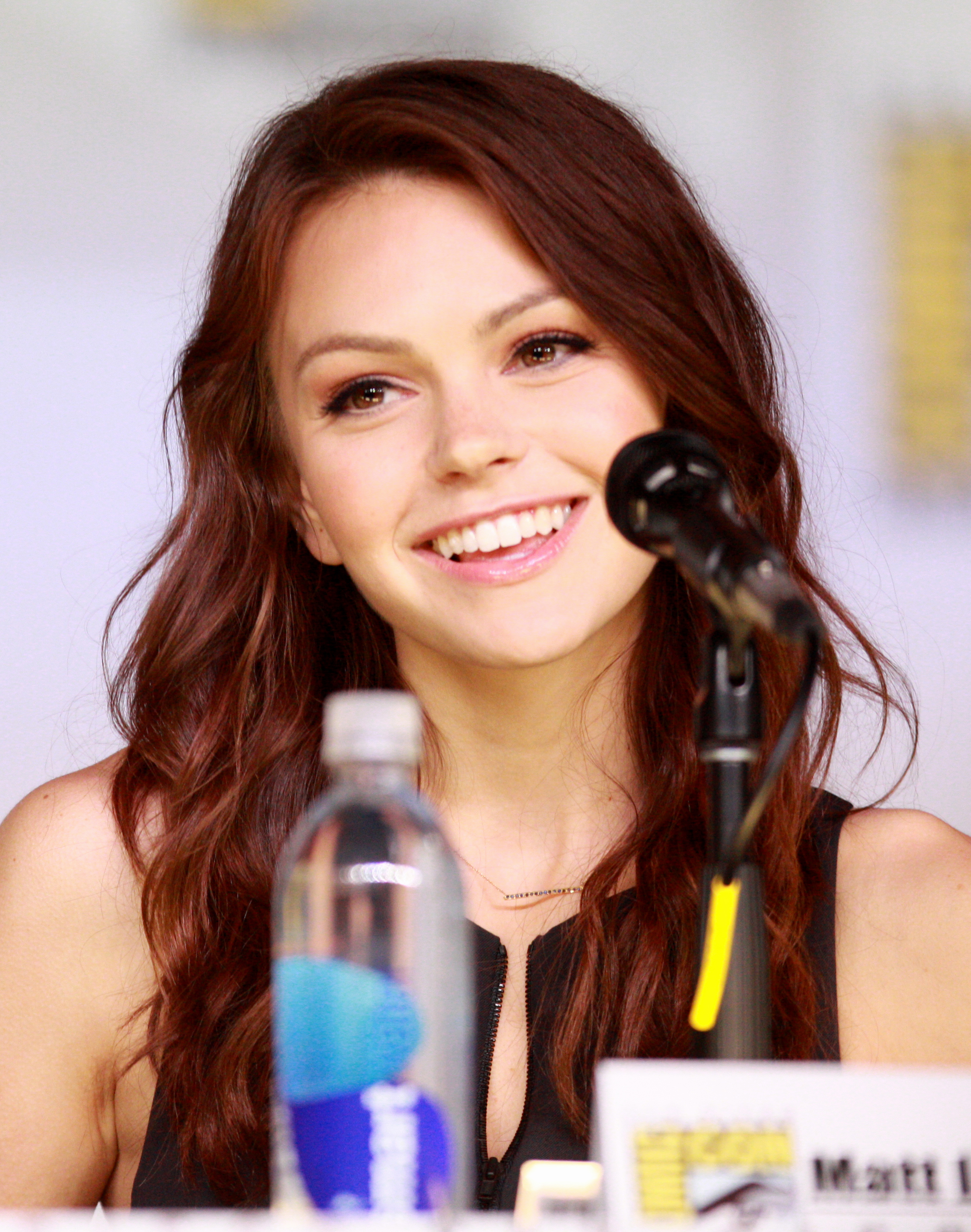
Aimee Teegarden interpreta Julie Taylor
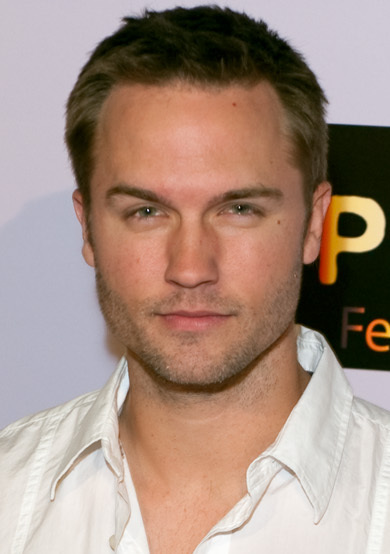
Scott Porter interpreta Jason Street
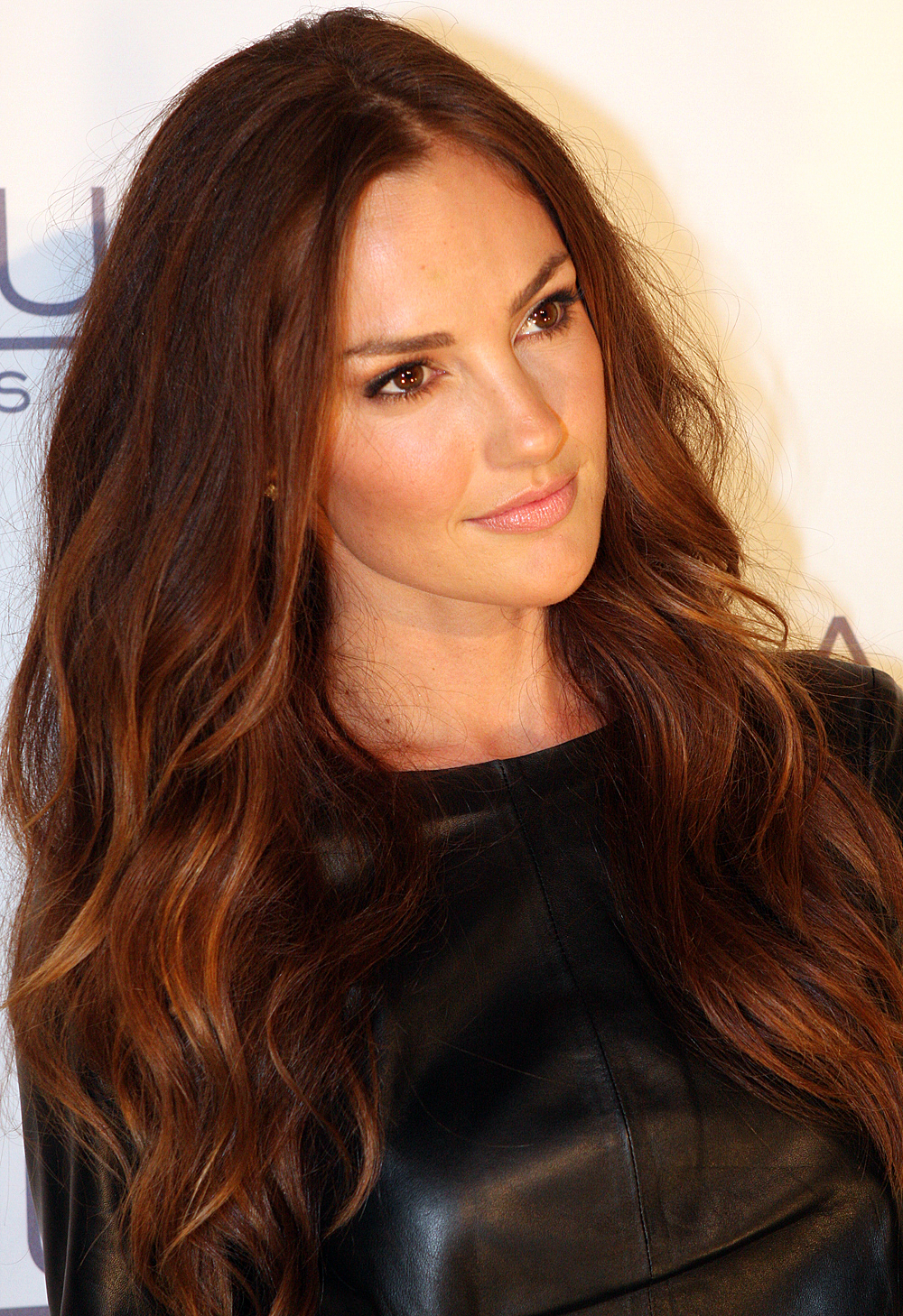
Minka Kelly interpreta Lyla Garrity
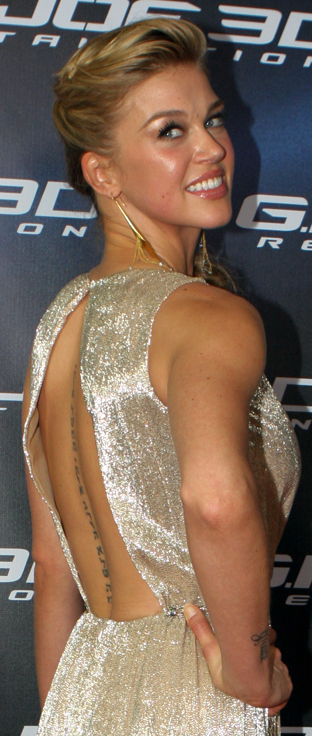
Adrianne Palicki interpreta Tyra Collette
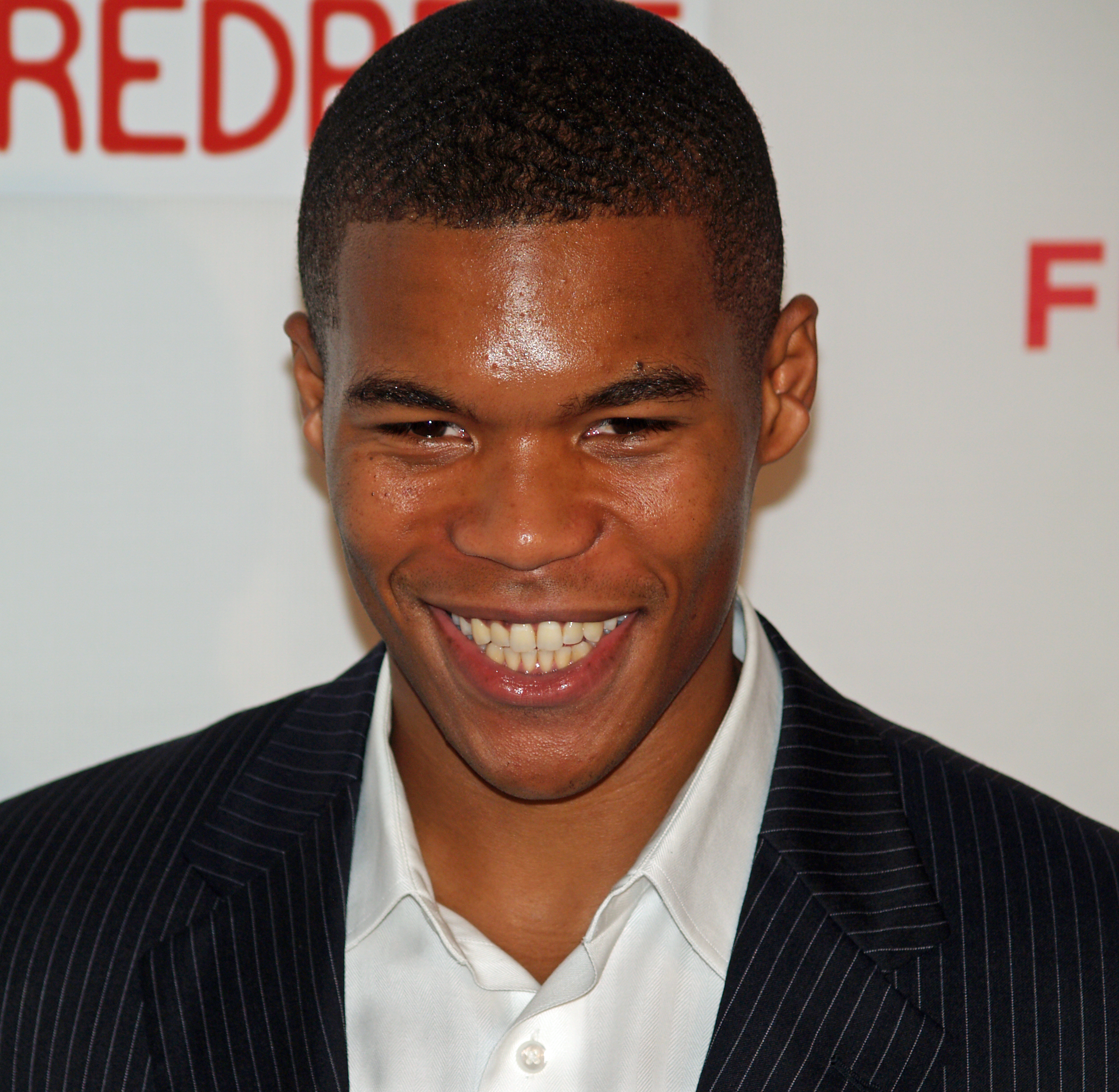
Gaius Charles interpreta Brian "Smash" Williams
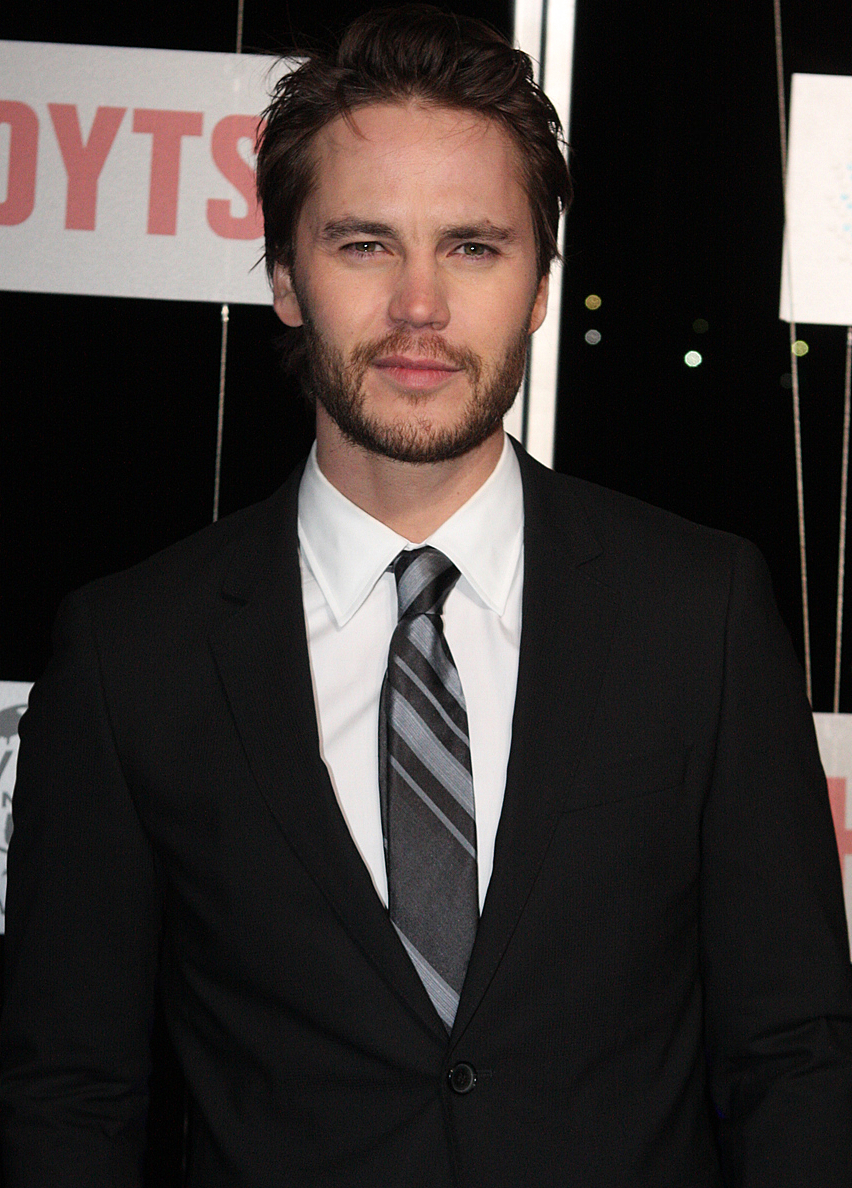
Taylor Kitsch interpreta Tim Riggins
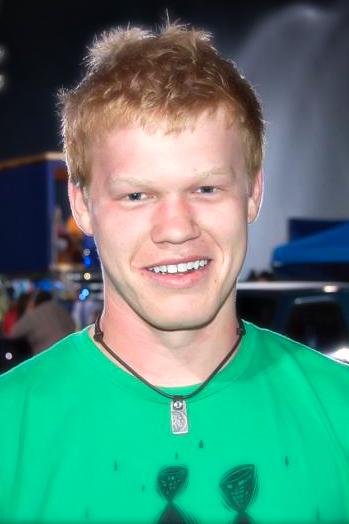
Jesse Plemons interpreta Landry Clarke
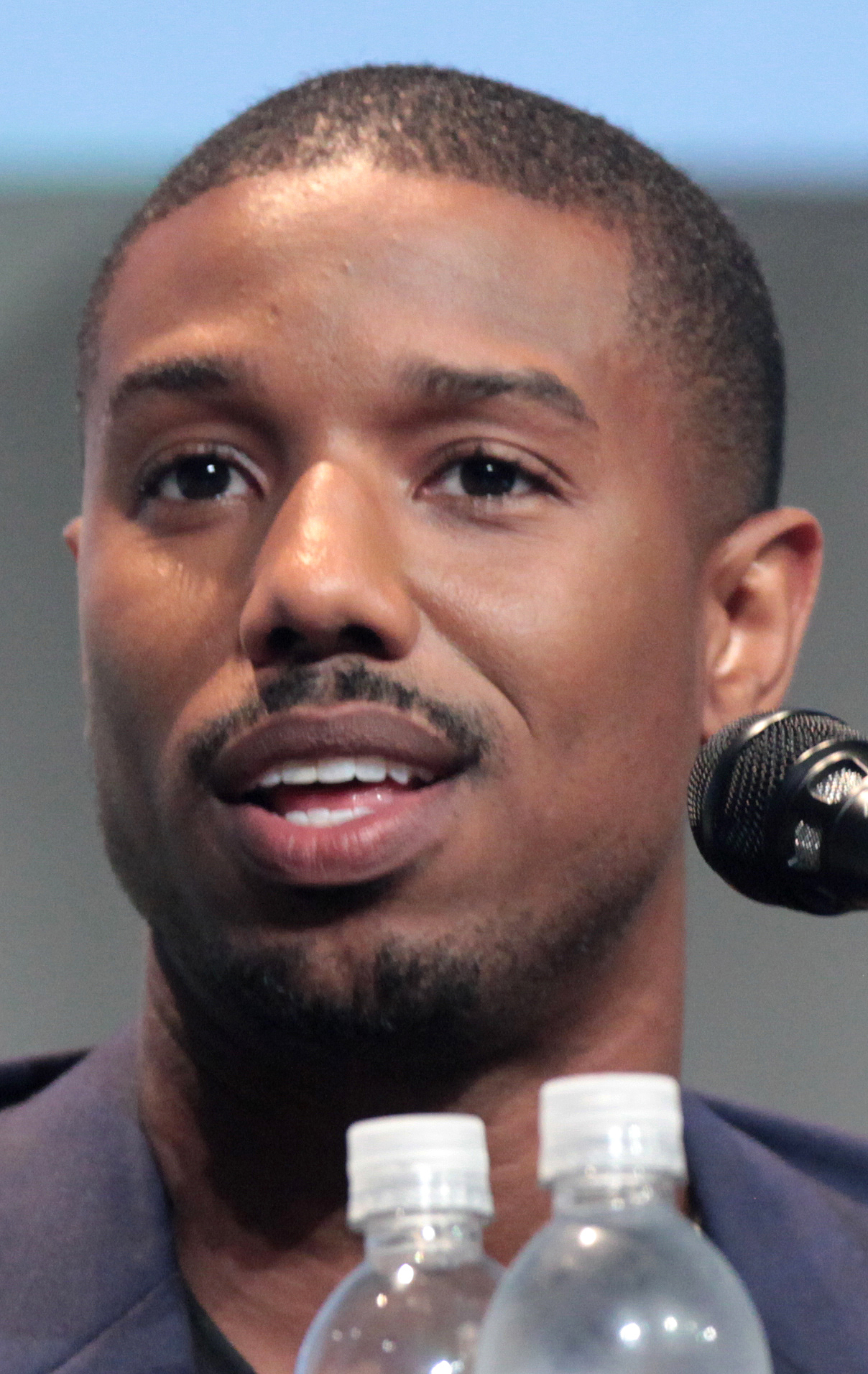
Michael B. Jordan interpreta Vince Howard
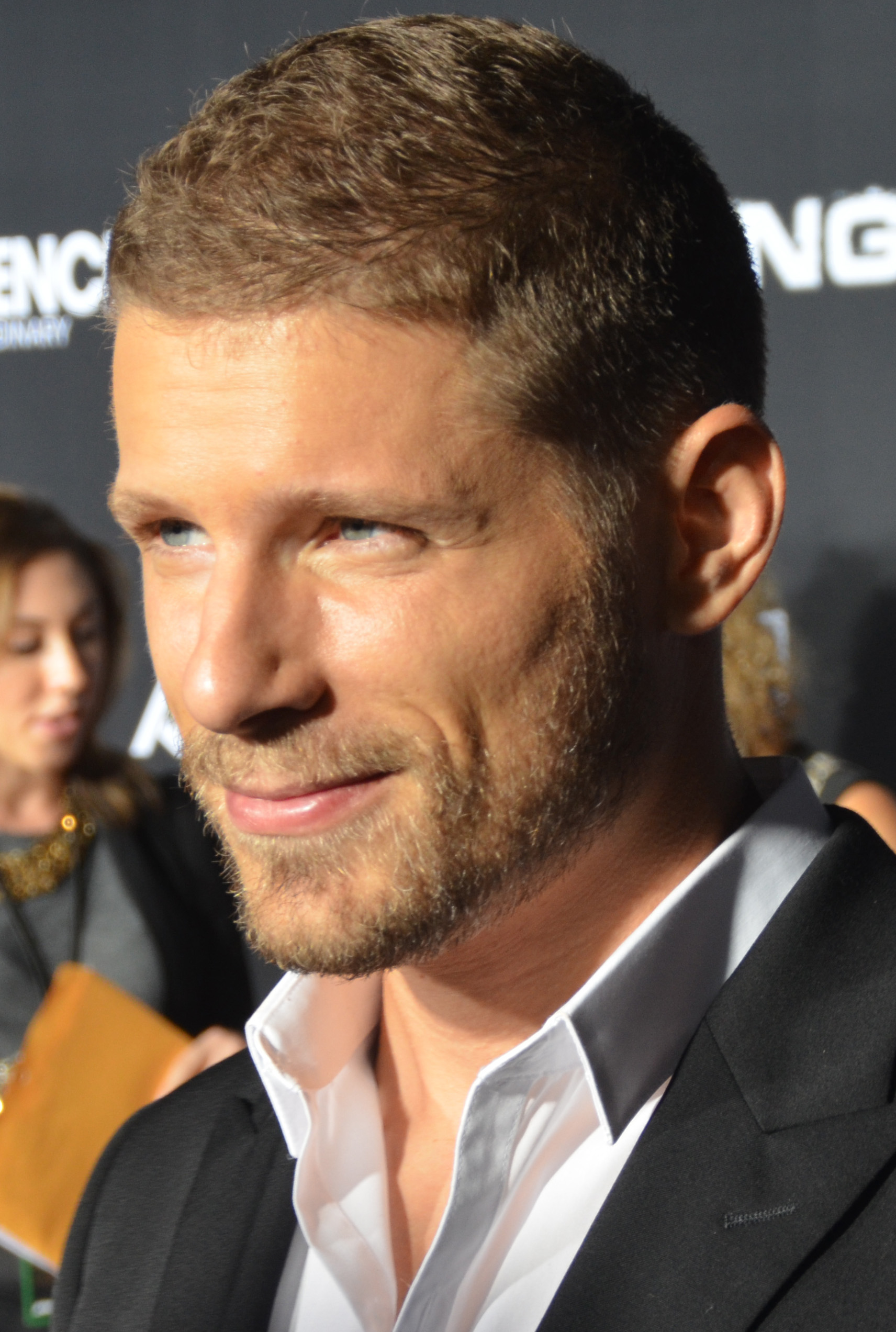
Matt Lauria interpreta Luke Cafferty
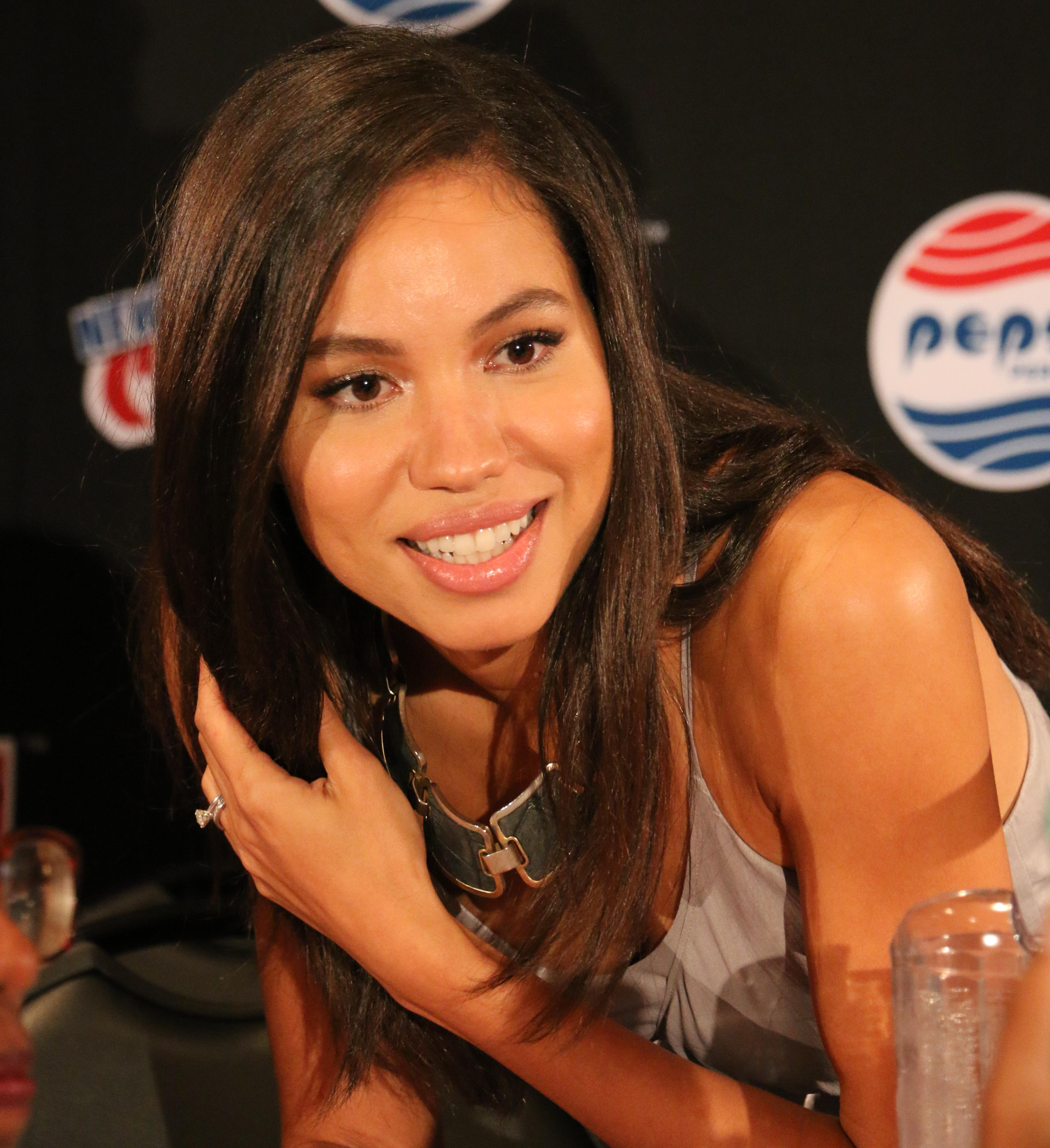
Jurnee Smollett-Bell interpreta Jess Merriweather
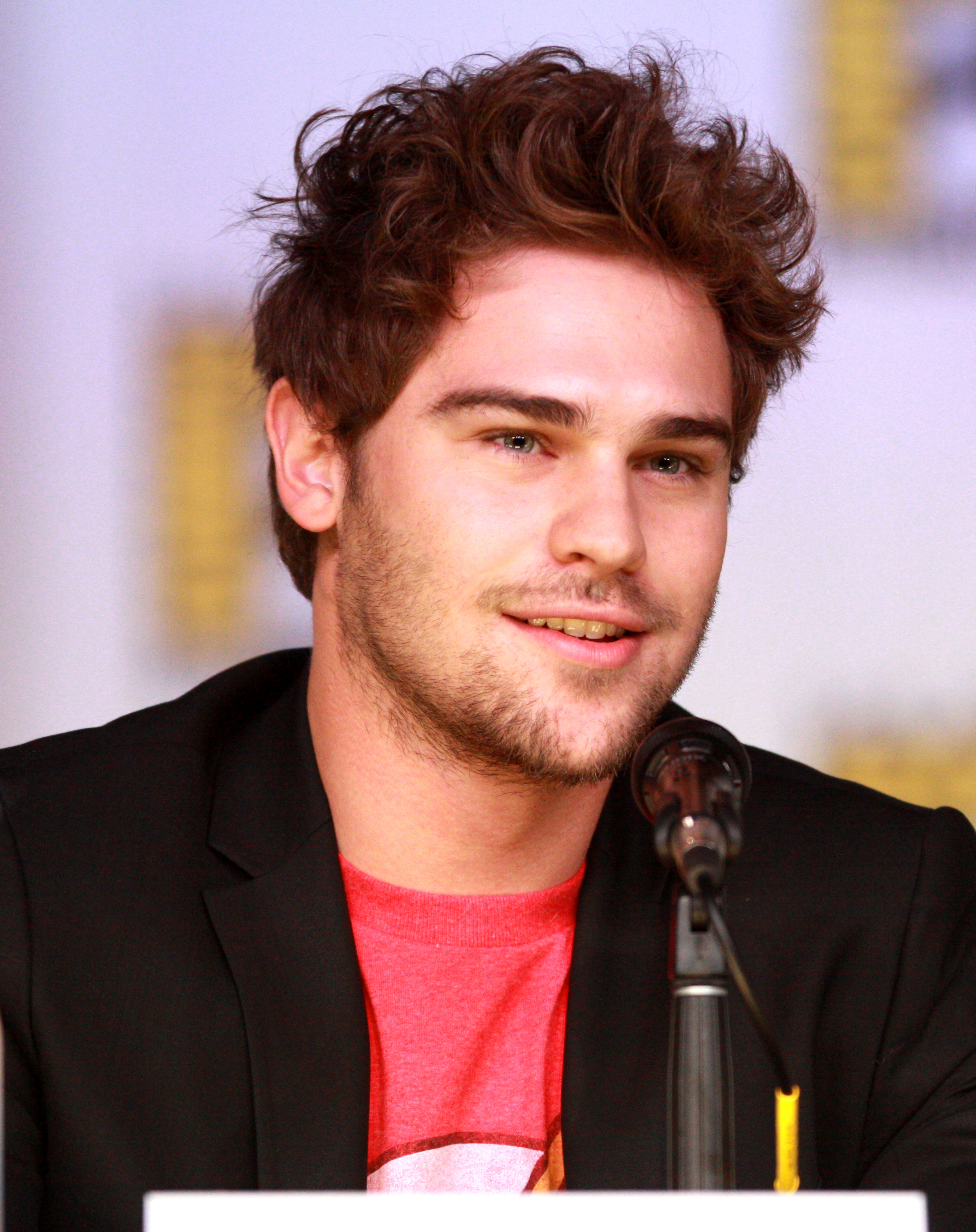
Grey Damon interpreta Hastings Ruckle
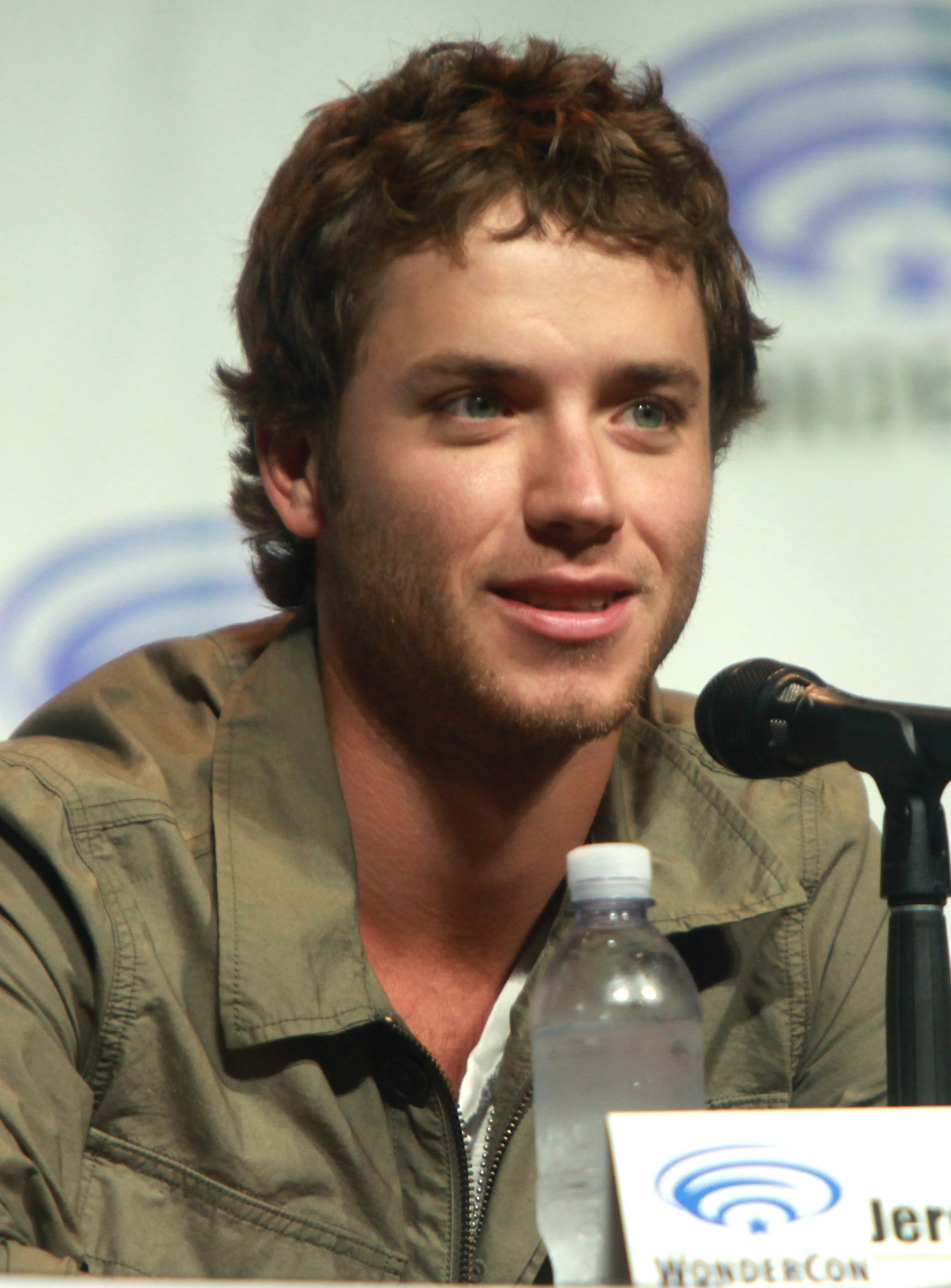
Jeremy Sumpter interpreta J.D. McCoy

## Produzione

### Ispirazione
Friday Night Lights prende ispirazione da un libro intitolato Friday Night Lights: A Town, a Team, and a Dream e dal film del 2004 trattovi. Il libro, pubblicato nel 1990 e scritto da H.G. "Buzz" Bissinger, racconta in maniera dettagliata la stagione sportiva del 1988 giocata dai Permian Panthers, una squadra liceale di Odessa, in Texas. Il libro stesso era inteso come un lavoro di giornalismo e basato su fatti reali. I nomi dei personaggi nel libro sono reali e quest'ultimo non si pone problemi nel rivelare le vere identità dei personaggi. Il film della Universal Pictures ha come protagonisti Billy Bob Thornton ed è stato diretto da Peter Berg, cugino di secondo grado di Bissinger. I personaggi del film sono nuovamente basati sui veri abitanti di Odessa nel 1988 circa. Il film non si attiene completamente ai fatti del libro. Nel libro, i Panthers perdono alla semifinale e non arrivano a disputare la finale del Campionato di Stato.

### Ideazione
Una volta completato l'adattamento cinematografico, Berg spostò le sue attenzioni su un adattamento seriale per la televisione della storia. Berg, durante le interviste concesse per la promozione del film, espresse il suo rammarico per aver dovuto abbandonare diverse relazioni interpersonali raccontate nel libro poiché queste erano in contrasto con la fluidità narrativa del film. Creare una serie televisiva, basata su personaggi fittizi, ha permesso a diversi di quegli elementi tagliati nel film, di essere raccontati nella serie.
Lo show ha scelto di non usare Odessa come ambientazione, ma l'ha utilizzata come ispirazione per la fittizia città di Dillon in Texas. La squadra di football tuttavia ha mantenuto il nome di "Panthers". Berg ha effettuato diverse scelte nel trasporre elementi del film nella serie; in risultato a ciò, il pilot ha riutilizzato molto materiale già presente nel film. Un'altra di queste scelte è stata quella di scegliere Connie Britton per interpretare la moglie del Coach Eric Taylor e Brad Leland nel ruolo di Buddy Garrity, in ruoli simili a quelli da loro interpretati nel film. In aggiunta, Berg ha usato gli Explosions in the Sky, una band che ha scritto gran parte della colonna sonora del film omonimo, per alcune musiche di sottofondo. Anche se molti hanno pensato che la sigla della serie fosse eseguita dagli "Explosions in the Sky", venne poi resto noto che era in realtà stata composta da W.G. Snuffy Walden e Bennett Salvay.
Elaborato il copione, a febbraio del 2006 iniziarono le riprese dell'episodio pilota ad Austin, in Texas. Berg descrisse la scelta del Texas come luogo per le riprese come una sorta di patto per la sua collaborazione settimanale nel progetto. E così, la serie fa numerosi riferimenti al retaggio texano, come nell'episodio pilota quando l'allenatore dei "Texas Longhorn", Mack Brown, recita in un piccolo cameo come un tifoso di Dillon o quando un anonimo ascoltatore alla radio spera che il nuovo coach Taylor possa essere simile al coach Brown. Le uniformi dei giocatori dei "Dillon Panthers" e dei coach sono fortemente basate su quelle dei reali "Pfluggerville Panthers".
In aggiunta ai luoghi fisici, i personaggi dello show sono stati ispirati dalle osservazioni di Berg sui studenti liceali locali durante la preparazione del film. Ad esempio, Jason Street, il personaggio la cui carriera nel footbal viene stroncata da un incidente alla colonna vertebrale nel pilot, era ispirato al reale incidente in cui David Edwards, un giocatore del liceo "San Antonio's Madison", rimase paralizzato durante il novembre del 2003. Phillip Hughes, un giocatore del liceo "Westbury High" a Houston (Texas), era l'allenatore della squadra avversaria in questo episodio. Berg era presente alla partita quando avvenne l'incidente e questo lo segnò profondamente, portandolo ad usare l'episodio come base per l'episodio pilota.
Friday Night Lights ha inizialmente ricevuto un ordine di 12 episodi ed ha debuttato il 3 ottobre 2006 alle 20:00 sulla NBC. Il network, visto l'incrementarsi di ascolti, ha ordinato una stagione completa di 22 episodi il 13 novembre 2006 ed una seconda stagione di altri 22 episodi confermata i primi di maggio del 2007. La seconda stagione è composta da soli 15 episodi a causa dello sciopero degli sceneggiatori del 2007 - 2008 e, anche a causa degli ascolti in ribasso, si decise di non ordinare nuovi episodi. Tuttavia, in seguito, i dirigenti della NBCUniversal giunsero ad un accordo con la tv via cavo The 101 Network di proprietà della DirecTV per dividersi le spese di produzione e produrre così una terza stagione di tredici episodi che sarebbe andata in onda prima su DirectTV e subito dopo su NBC. Grazie ai buoni risultati d'ascolto ottenuti sia su DirectTV che su NBC, il 31 marzo 2009 la serie è stata rinnovata per altri due anni con una quarta e quinta stagione di 13 episodi ciascuna sempre con Jason Katims al timone degli sceneggiatori. La NBC ha in seguito confermato che la quinta stagione sarà quella conclusiva della serie.

### Metodo di riprese
I produttori dello show decisero fin dall'inizio di lasciare ai loro attori libertà d'azione su cosa dire e fare nella serie. Anche se scritta come una qualsiasi serie drammatica di quaranta minuti, gli attori hanno avuto grandi libertà nel recitare le loro battute in ogni scena. Se gli attori sentono che qualcosa non è coerente con i loro personaggi o che un'idea non funziona, loro sono liberi di cambiarla pur restando fedeli ai punti focali della trama.
La libertà che i produttori hanno lasciato ai loro attori è incrementata dal fatto che lo show è registrato senza prove e senza blocchi eccessivi. Gli operatori di cinepresa sono allenati a seguire gli attori invece di avere gli attori fermi in un solo posto e che hanno delle telecamere sistemate attorno a loro. Questo permette agli attori non solo di sentirsi liberi di fare cambiamenti, ma di sentirsi sicuri di fare cambiamenti perché l'infrastruttura si muoverà intorno a loro. Il produttore esecutivo Jeffrey Reiner ha descritto questo metodo come "niente prove, niente blocchi, solo tre telecamere e noi giriamo".
Lavorare in questo modo innovativo ha influenzato tutti quelli coinvolti nello show, come ad esempio Kyle Chandler che ha dichiarato "Quando ripenserò alla mia vita, dirò "Wow, (il produttore esecutivo) Peter Berg ha realmente cambiato la mia vita". Il produttore esecutivo e capo-sceneggiatore Jason Katims riprendono questo sentimento dichiarando "Quando venni la prima volta sul set di "FNL", ho pensato è interessante - questo è quello che ho sempre pensato dovrebbe essere fare film, prima che vedessi che tipo di modo era quello di fare film"

### Riprese
Friday Night Lights viene girato ad Austin, in Texas; c'era stato per un po' l'intento di spostare le riprese in Messico o in Arizona, ma poi si decise di restare ad Austin.
Lo show usa vere location in esterni, piuttosto che usare set prefabbricati, contribuendo al realismo della serie. La serie utilizza anche uno stile di ripresa da documentario che implica tre telecamere per ogni ripresa e che gira anche intere scene in una sola ripresa; lo show viene spesso improvvisato e le scene che vanno in onda sono spesso delle prime riprese. Filmando tutto insieme, i produttori hanno cercato di creare uno stimolo per gli attori in modo tale da avere sempre le migliori prestazioni.
Questo desiderio di autenticità nella produzione si estende anche alle partite di football, con la serie che utilizza molte uniformi, cheerleader, fan e lo stadio dei veri "Pflugerville Panthers". I produttori spesso riprendono le partite dei Pflugerville e usano materiale di ripresa nello show. Inoltre ci sono Peter Arbogast e Paul McDonald, veri giornalisti sportivi dell'Università del Sud California, che aggiungono il loro commento off-screen durante le scene di gioco. Il campo da gioco deve il nome ("Herrmann Field") a George Herrmann, l'allenatore dei "Pflugerville Panthers".

### Marketing
Inizialmente lo show era diretto ad un pubblico giovane ed era fortemente incentrato sull'elemento del football. NBC si organizzò con il social network Bebo per creare un sito che permettesse agli studenti di caricare video e foto e di creare blog sulle loro locali squadre di football. In seguito però, a causa del declino di ascolti, il network decise di cambiare fortemente percorso e di dirigersi ad un pubblico femminile; fu elaborata una strategia che accentuava gli elementi personali dello show, aggiungendo la tag-line "It's about life (È sulla vita)". Il capo-dirigente marketing della NBC, Vince Manze, dichiarò che il loro obiettivo era quello di far sapere alla gente che la serie non parlava solo di football, ma anche di famiglia e relazioni.

### DirecTV
Durante lo sciopero degli sceneggiatori del 2007-2008, la decisione della NBCUniversal di pubblicare la seconda stagione in DVD con solo i 15 episodi prodotti ed alcuni commenti del Presidente del network Ben Silverman, portarono a speculare che lo show fosse stato cancellato.
Poco dopo, partirono alcune voci che la NBCUniversal era in contatto con altri canali (tra cui la The CW, la TNT e G4) per co-produrre una terza stagione, in maniera analoga da quanto aveva fatto il network accordandosi con USA Network per produrre Law & Order: Criminal Intent a partire dalla settima stagione.
Voci non confermate di un rinnovo per la terza stagione sono affiorate il 5 marzo 2008 quando Nikki Finke riportò di una possibile condivisione delle spese tra NBC e DirecTV. L'accordo prevedeva che gli episodi sarebbero andati in onda in anteprima su DirecTV e successivamente in replica su NBC. Michael Ausiello di TV Guide confermò questo accordo il 2 Aprile, 2008. Così, la terza stagione andò in onda su The 101 Network (di proprietà della DirecTV) ed in seguito sulla NBC a partire dal 16 gennaio 2009. A marzo del 2009, fu riportato che DirecTV, in accordo con la NBC, aveva rinnovato la serie per altre due stagioni (quarta e quinta) da tredici episodi ciascuna.

### Scene eliminate
Per aiutare lo show tramite internet, NBC decise di pubblicare delle scene eliminate sul loro sito web ogni settimana; normalmente invece, le scene cancellate sono disponibili solo su DVD.
Queste scene includono, ad esempio, una scena eliminata dall'episodio "Se facessimo l'amore?" della prima stagione, nel quale viene rivelato che il personaggio di Walt Riggins è tornato a vivere nella stessa casa con suo figlio Tim.

## Colonna sonora
La sigla dello show è un estratto dalla canzone Your Hand in Mine ed è eseguita dagli Explosions in the Sky; il pezzo era presente anche nella colonna sonora del film del 2004. In seguito si è poi saputo che il pezzo era una composizione originale di W.G. Snuffy Walden e Bennett Salvay.

## Distribuzione
La serie è stata trasmessa a partire dal 3 ottobre 2006 dall'emittente televisiva statunitense NBC, per le prime due stagioni, e da DirecTV, per le stagioni successive. L'ultimo episodio è stato trasmesso il 9 febbraio 2011.
In Italia la prima stagione è andata in onda in anteprima dal 28 giugno 2007 sul canale satellitare Fox, che ha pubblicizzato la serie con il titolo High School Team. Dopo una lunga sospensione, dal 12 giugno 2009, la prima stagione è andata in onda in replica sul canale del digitale terrestre Joi che ha trasmesso la serie con il titolo originale (Friday Night Lights), seguita subito dopo in prima visione assoluta dalla seconda stagione (a partire dal 28 agosto 2009 ogni venerdì alle 21:00 su Joi con due episodi) e dalle successive. In chiaro ha debuttato l'8 settembre 2009 sul canale Rai 4 che ha trasmesso le prime 4 stagioni della serie con il titolo High School Team. La quinta stagione è inedita in chiaro.

## Accoglienza

### Critica
La serie ha avuto subito critiche molto favorevoli. Virginia Heffernan scrisse sul New York Times che "se la stagione assomiglia anche solo vagamente all'episodio pilota, questa nuova serie su una squadra di football liceale potrebbe essere grandiosa - e non solo grandiosa in senso televisivo, ma grandiosa come un poema o un dipinto". Il Washington Post ha similmente definito la serie come "straordinaria in ogni aspetto". Bill Simmons, un ex giornalista dell'ESPN Magazine ha implorato i suoi lettori di guardare la serie definendola "la migliore serie basata sullo sport mai realizzata". Recensioni positive vennero date anche su USA Today, il San Francisco Chronicle, l'Arizona Republic, e il Boston Globe oltre ad altri giornali stranieri, come il The Guardian ed il Metro. Mike Ausiello ha definito il finale della prima stagione "praticamente perfetto".
Time l'ha nominata una delle dieci serie più attese del 2007, mettendola alla quarta posizione.

### Pubblico
Friday Night Lights è una serie che ha sviluppato una folta base di fan, il che ha portato alla creazione di numerosi siti web Noto oramai anche l'impegno profuso nel cercare di garantire alla serie una seconda stagione prima ed il salvataggio su DirecTV poi.

## Riconoscimenti
- American Cinema Editors
  - 2006 - Miglior montaggio per una serie televisiva da un'ora per la televisione commerciale per l'episodio Pilot
- American Film Institute
  - 2006 - 10 migliori programmi del 2006
  - 2007 - 10 migliori programmi del 2007
  - 2009 - 10 migliori programmi del 2009
- Emmy Award
  - 2007 - Outstanding Directing For A Drama Series a Peter Berg per l'episodio Pilot
  - 2007- Outstanding Casting For A Drama Series - Imagine Television, Film 44, NBCUniversal Television Studio
  - 2008 - Outstanding Casting for a Drama Series
  - 2008 - Special Class Live-Action Short Program: Spotlight on Austin
  - 2009 - Outstanding Casting for a Drama Series
- Humanitas Prize
  - 2009 - 60 Minute Category a Jason Katims per l'episodio Tomorrow Blues
- Peabody Award
  - 2007 - Award for Broadcast Excellence
- People's Choice Awards
  - 2008- Favorite Song from a Soundtrack a The Killers per Read My Mind
- Television Critics Association
  - 2007 - Individual Achievement In Drama a Kyle Chandler
  - 2007 - Individual Achievement In Drama a Connie Britton
  - 2007 - Outstanding Achievement In Drama
  - 2007 - Miglior programma dell'anno
  - 2007 - Program Of The Year
  - 2008 - Outstanding Achievement in Drama
  - 2008 - Individual Achievement in Drama a Connie Britton
  - 2009 - Outstanding Achievement In Drama
- Writers Guild of America
  - 2006 - Miglior nuova serie
  - 2007 - Miglior serie drammatica
  - 2008 - Best Dramatic Series
  - 2009 - Best Dramatic Series